# Campeonato Sudamericano de Baloncesto Sub-17 de 2013
El Campeonato Sudamericano de Bsquetbol Sub-17 de 2013 corresponde a la IX edición del Campeonato Sudamericano de Baloncesto Sub-17, fue organizado por FIBA Americas. Fue disputado en Gimnasio de Universitario en la ciudad uruguaya de Salto, a 498km de Montevideo, entre el 4 de agosto y el 10 de agosto de 2013 y los 3 mejores clasifican al Fiba Americas Sub-18 a realizarse en 2013

## Grupo A
|   | Equipo    | Pts | J | G | P | PF  | PC  | Dif  |
| - | --------- | --- | - | - | - | --- | --- | ---- |
| 1 | Brasil    | 8   | 4 | 4 | 0 | 335 | 197 | +138 |
| 2 | Colombia  | 7   | 4 | 3 | 1 | 345 | 264 | +81  |
| 3 | Venezuela | 6   | 4 | 2 | 2 | 305 | 265 | +40  |
| 4 | Ecuador   | 5   | 4 | 1 | 3 | 231 | 281 | -50  |
| 5 | Bolivia   | 4   | 4 | 0 | 4 | 183 | 392 | -209 |

| 4 de agosto, 17:00                    | Venezuela                             | 103 - 47                              | Bolivia                          |  |
| Reporte                               |                                       |                                       |                                  |  |
| Parciales: 25-10, 27-11, 29-16, 22-10 | Parciales: 25-10, 27-11, 29-16, 22-10 | Parciales: 25-10, 27-11, 29-16, 22-10 | gimnasio de Universitario, Salto |  |
| Jose Sojo 17 puntos                   | Pts                                   | Luis Arnoldo Mercado 16 puntos        | gimnasio de Universitario, Salto |  |
| Salvador Alejandro Torres 13 rebotes  | Rebs                                  | Luis Arnoldo Mercado 16 rebotes       | gimnasio de Universitario, Salto |  |
| Jose Santiago Materan 5 asistencias   | Asists                                | Luis Arnoldo Mercado 9 asistencias    | gimnasio de Universitario, Salto |  |

| 4 de agosto, 19:00                  | Brasil                              | 84 - 37                              | Ecuador                          |  |
| Reporte                             |                                     |                                      |                                  |  |
| Parciales: 14-22, 26-10, 29-3, 15-2 | Parciales: 14-22, 26-10, 29-3, 15-2 | Parciales: 14-22, 26-10, 29-3, 15-2  | gimnasio de Universitario, Salto |  |
| Tulio Henrique Da Silva 15 puntos   | Pts                                 | Erick Stalin Cobeña 11 puntos        | gimnasio de Universitario, Salto |  |
| Lucas Teodoro De Souza 11 rebotes   | Rebs                                | John Josue Alvarado 7 rebotes        | gimnasio de Universitario, Salto |  |
| Junio Duval 3 asistencias           | Asists                              | Alexaner Efrain Guerra 3 asistencias | gimnasio de Universitario, Salto |  |

| 5 de agosto, 17:00                    | Colombia                              | 75 - 76                                   | Brasil                           |  |
| Reporte                               |                                       |                                           |                                  |  |
| Parciales: 17-16, 15-17, 16-17, 27-26 | Parciales: 17-16, 15-17, 16-17, 27-26 | Parciales: 17-16, 15-17, 16-17, 27-26     | gimnasio de Universitario, Salto |  |
| Yildon Alexander Mendoza 28 puntos    | Pts                                   | Silva Wesley 21 puntos                    | gimnasio de Universitario, Salto |  |
| Andre Felipe Ibarguen 15 rebotes      | Rebs                                  | Tulio Henrique Da Silva 8 rebotes         | gimnasio de Universitario, Salto |  |
| Juan Carlos Fajardo 6 asistencias     | Asists                                | George Lucas Alves De Paula 5 asistencias | gimnasio de Universitario, Salto |  |

| 5 de agosto, 19:00                    | Ecuador                               | 67 - 74                                | Venezuela                        |  |
| Reporte                               |                                       |                                        |                                  |  |
| Parciales: 12-22, 23-13, 14-13, 18-26 | Parciales: 12-22, 23-13, 14-13, 18-26 | Parciales: 12-22, 23-13, 14-13, 18-26  | gimnasio de Universitario, Salto |  |
| Erick Stalin Cobeña 20 puntos         | Pts                                   | Jose Sojo 23 puntos                    | gimnasio de Universitario, Salto |  |
| Alexaner Efrain Guerra 14 rebotes     | Rebs                                  | Diego Martínez 11 rebotes              | gimnasio de Universitario, Salto |  |
| Alexaner Efrain Guerra 3 asistencias  | Asists                                | Christian Andres Centeno 2 asistencias | gimnasio de Universitario, Salto |  |

| 6 de agosto, 17:00                   | Bolivia                              | 47 - 71                              | Ecuador                          |  |
| Reporte                              |                                      |                                      |                                  |  |
| Parciales: 11-13, 10-17, 5-27, 21-14 | Parciales: 11-13, 10-17, 5-27, 21-14 | Parciales: 11-13, 10-17, 5-27, 21-14 | gimnasio de Universitario, Salto |  |
| Ricardo Adrian Montaño 13 puntos     | Pts                                  | Joe Quinonez 19 puntos               | gimnasio de Universitario, Salto |  |
| Luis Arnoldo Mercado 9 rebotes       | Rebs                                 | Joe Quinonez 18 rebotes              | gimnasio de Universitario, Salto |  |
| Gerardo Magnus 3 asistencias         | Asists                               | Alexaner Efrain Guerra 5 asistencias | gimnasio de Universitario, Salto |  |

| 6 de agosto, 21:00                    | Venezuela                             | 75 - 87                               | Colombia                         |  |
| Reporte                               |                                       |                                       |                                  |  |
| Parciales: 20-22, 17-17, 17-15, 21-33 | Parciales: 20-22, 17-17, 17-15, 21-33 | Parciales: 20-22, 17-17, 17-15, 21-33 | gimnasio de Universitario, Salto |  |
| Jose Sojo 16 puntos                   | Pts                                   | Yildon Alexander Mendoza 21 puntos    | gimnasio de Universitario, Salto |  |
| Adrian Alejandro Espinoza 9 rebotes   | Rebs                                  | Andre Felipe Ibarguen 17 rebotes      | gimnasio de Universitario, Salto |  |
| Angel Manuel Blanco 4 asistencias     | Asists                                | Hansel Giovanny Atencia 7 asistencias | gimnasio de Universitario, Salto |  |

| 7 de agosto, 17:00                  | Brasil                              | 64 - 53                             | Venezuela                        |  |
| Reporte                             |                                     |                                     |                                  |  |
| Parciales: 17-9, 13-5, 20-21, 14-18 | Parciales: 17-9, 13-5, 20-21, 14-18 | Parciales: 17-9, 13-5, 20-21, 14-18 | gimnasio de Universitario, Salto |  |
| Junio Duval 10 puntos               | Pts                                 | Christian Andres Centeno 11 puntos  | gimnasio de Universitario, Salto |  |
| Tulio Henrique Da Silva 10 rebotes  | Rebs                                | Salvador Alejandro Torres 8 rebotes | gimnasio de Universitario, Salto |  |
| Joao Pedro Martins 7 asistencias    | Asists                              | Jose Sojo 2 asistencias             | gimnasio de Universitario, Salto |  |

| 7 de agosto, 19:00                    | Colombia                              | 107 - 57                              | Bolivia                          |  |
| Reporte                               |                                       |                                       |                                  |  |
| Parciales: 36-12, 23-11, 29-10, 19-24 | Parciales: 36-12, 23-11, 29-10, 19-24 | Parciales: 36-12, 23-11, 29-10, 19-24 | gimnasio de Universitario, Salto |  |
| Yildon Alexander Mendoza 16 puntos    | Pts                                   | Pablo Castellanos 20 puntos           | gimnasio de Universitario, Salto |  |
| Andre Felipe Ibarguen 9 rebotes       | Rebs                                  | Pablo Castellanos 9 rebotes           | gimnasio de Universitario, Salto |  |
| Hansel Giovanny Atencia 7 asistencias | Asists                                | Gerardo Magnus 3 asistencias          | gimnasio de Universitario, Salto |  |

| 8 de agosto, 15:00                   | Ecuador                              | 56 - 76                               | Colombia                         |  |
| Reporte                              |                                      |                                       |                                  |  |
| Parciales: 14-20, 13-22, 20-13, 9-21 | Parciales: 14-20, 13-22, 20-13, 9-21 | Parciales: 14-20, 13-22, 20-13, 9-21  | gimnasio de Universitario, Salto |  |
| Alexaner Efrain Guerra 15 puntos     | Pts                                  | Andre Felipe Ibarguen 18 puntos       | gimnasio de Universitario, Salto |  |
| Alexaner Efrain Guerra 11 rebotes    | Rebs                                 | Andre Felipe Ibarguen 17 rebotes      | gimnasio de Universitario, Salto |  |
| Luis Alberto Bahamonde 3 asistencias | Asists                               | Hansel Giovanny Atencia 3 asistencias | gimnasio de Universitario, Salto |  |

| 8 de agosto, 17:00                  | Bolivia                             | 32 - 111                            | Brasil                           |  |
| Reporte                             |                                     |                                     |                                  |  |
| Parciales: 2-32, 11-28, 7-24, 12-27 | Parciales: 2-32, 11-28, 7-24, 12-27 | Parciales: 2-32, 11-28, 7-24, 12-27 | gimnasio de Universitario, Salto |  |
| Axel Veizaga 8 puntos               | Pts                                 | Tulio Henrique Da Silva 17 puntos   | gimnasio de Universitario, Salto |  |
| Luis Arnoldo Mercado 5 rebotes      | Rebs                                | Leonardo Oliveira 9 rebotes         | gimnasio de Universitario, Salto |  |
| Gerardo Magnus 3 asistencias        | Asists                              | Joao Pedro Martins 7 asistencias    | gimnasio de Universitario, Salto |  |

## Grupo B
|   | Equipo    | Pts | J | G | P | PF  | PC  | Dif  |
| - | --------- | --- | - | - | - | --- | --- | ---- |
| 1 | Argentina | 6   | 3 | 3 | 0 | 266 | 147 | +119 |
| 2 | Uruguay   | 5   | 3 | 2 | 1 | 226 | 178 | +48  |
| 3 | Perú      | 4   | 3 | 1 | 2 | 160 | 224 | -64  |
| 4 | Paraguay  | 3   | 3 | 0 | 3 | 180 | 283 | -103 |

| 4 de agosto, 21:15                       | Uruguay                               | 87 - 64                               | Paraguay                         |  |
| Reporte                                  |                                       |                                       |                                  |  |
| Parciales: 14-15, 22-18, 27-17, 24-14    | Parciales: 14-15, 22-18, 27-17, 24-14 | Parciales: 14-15, 22-18, 27-17, 24-14 | gimnasio de Universitario, Salto |  |
| Octavio Medina 29 puntos                 | Pts                                   | Ricardo Ramon Marecos 17 puntos       | gimnasio de Universitario, Salto |  |
| Facundo Nahuel Grolla De Leon 19 rebotes | Rebs                                  | Elias Israel Leguizamon 10 rebotes    | gimnasio de Universitario, Salto |  |
| Santiago Pereira 5 asistencias           | Asists                                | Jorge Dario Martínez 4 asistencias    | gimnasio de Universitario, Salto |  |

| 5 de agosto, 21:00                 | Argentina                          | 82 - 34                            | Perú                             |  |
| Reporte                            |                                    |                                    |                                  |  |
| Parciales: 22-6, 19-16, 17-4, 24-8 | Parciales: 22-6, 19-16, 17-4, 24-8 | Parciales: 22-6, 19-16, 17-4, 24-8 | gimnasio de Universitario, Salto |  |
| Juan Pablo Vaulet 15 puntos        | Pts                                | Renzo Martín Yáñez 8 puntos        | gimnasio de Universitario, Salto |  |
| Juan Pablo Vaulet 11 rebotes       | Rebs                               | Sebastian Luque 6 rebotes          | gimnasio de Universitario, Salto |  |
| Jose Ignacio Vildoza 4 asistencias | Asists                             | Robert Eduardo Bruce 2 asistencias | gimnasio de Universitario, Salto |  |

| 6 de agosto, 19:00                       | Uruguay                              | 56 - 63                              | Argentina                        |  |
| Reporte                                  |                                      |                                      |                                  |  |
| Parciales: 11-16, 13-7, 14-14, 18-26     | Parciales: 11-16, 13-7, 14-14, 18-26 | Parciales: 11-16, 13-7, 14-14, 18-26 | gimnasio de Universitario, Salto |  |
| Octavio Medina 32 puntos                 | Pts                                  | Juan Pablo Vaulet 27 puntos          | gimnasio de Universitario, Salto |  |
| Facundo Nahuel Grolla De Leon 12 rebotes | Rebs                                 | Juan Pablo Vaulet 17 rebotes         | gimnasio de Universitario, Salto |  |
| Octavio Medina 5 asistencias             | Asists                               | Jose Ignacio Vildoza 7 asistencias   | gimnasio de Universitario, Salto |  |

| 7 de agosto, 21:00                   | Perú                                 | 75 - 59                              | Paraguay                         |  |
| Reporte                              |                                      |                                      |                                  |  |
| Parciales: 22-4, 15-16, 23-19, 15-20 | Parciales: 22-4, 15-16, 23-19, 15-20 | Parciales: 22-4, 15-16, 23-19, 15-20 | gimnasio de Universitario, Salto |  |
| Renzo Martín Yáñez 17 puntos         | Pts                                  | Jorge Dario Martínez 15 puntos       | gimnasio de Universitario, Salto |  |
| Sebastian Luque 25 rebotes           | Rebs                                 | Joaquin Abelardo Brugada 9 rebotes   | gimnasio de Universitario, Salto |  |
| Bruno Sambucetti 5 asistencias       | Asists                               | Renato Yaluk 4 asistencias           | gimnasio de Universitario, Salto |  |

| 8 de agosto, 19:00                    | Paraguay                              | 57 - 121                              | Argentina                        |  |
|                                       |                                       |                                       |                                  |  |
| Parciales: 13-30, 23-28, 11-34, 10-29 | Parciales: 13-30, 23-28, 11-34, 10-29 | Parciales: 13-30, 23-28, 11-34, 10-29 | gimnasio de Universitario, Salto |  |
| Ricardo Ramon Marecos 13 puntos       | Pts                                   | Carlos Emanuel Buemo 21 puntos        | gimnasio de Universitario, Salto |  |
| Ricardo Ramon Marecos 8 rebotes       | Rebs                                  | Diego Manuel Pena 6 rebotes           | gimnasio de Universitario, Salto |  |
| Juan Bautista Poisson 3 asistencias   | Asists                                | Facundo Attademo 9 asistencias        | gimnasio de Universitario, Salto |  |

| 8 de agosto, 21:00                   | Perú                                 | 51 - 83                                 | Uruguay                          |  |
| Reporte                              |                                      |                                         |                                  |  |
| Parciales: 9-15, 14-19, 17-21, 11-28 | Parciales: 9-15, 14-19, 17-21, 11-28 | Parciales: 9-15, 14-19, 17-21, 11-28    | gimnasio de Universitario, Salto |  |
| Rodrigo James Cruz 13 puntos         | Pts                                  | Facundo Nahuel Grolla De Leon 21 puntos | gimnasio de Universitario, Salto |  |
| Sebastian Luque 10 rebotes           | Rebs                                 | Facundo Nahuel Grolla De Leon 7 rebotes | gimnasio de Universitario, Salto |  |
| Bruno Sambucetti 2 asistencias       | Asists                               | Pierino Rusch 6 asistencias             | gimnasio de Universitario, Salto |  |

## 5 al 8 lugar
| 9 de agosto, 15:00                     | Venezuela                            | 111 - 61                             | Paraguay                         |  |
| Reporte                                |                                      |                                      |                                  |  |
| Parciales: 26-23, 30-20, 25-10, 30-8   | Parciales: 26-23, 30-20, 25-10, 30-8 | Parciales: 26-23, 30-20, 25-10, 30-8 | gimnasio de Universitario, Salto |  |
| Jose Sojo 25 puntos                    | Pts                                  | Elias Israel Leguizamon 21 puntos    | gimnasio de Universitario, Salto |  |
| Jose Sojo 10 rebotes                   | Rebs                                 | Joaquin Abelardo Brugada 12 rebotes  | gimnasio de Universitario, Salto |  |
| Christian Andres Centeno 5 asistencias | Asists                               | Renato Yaluk 6 asistencias           | gimnasio de Universitario, Salto |  |

| 9 de agosto, 17:00                   | Perú                                 | 51 - 70                              | Ecuador                          |  |
| Reporte                              |                                      |                                      |                                  |  |
| Parciales: 9-16, 15-12, 15-26, 12-16 | Parciales: 9-16, 15-12, 15-26, 12-16 | Parciales: 9-16, 15-12, 15-26, 12-16 | gimnasio de Universitario, Salto |  |
| Renzo Martín Yáñez 17 puntos         | Pts                                  | Alexaner Efrain Guerra 19 puntos     | gimnasio de Universitario, Salto |  |
| Sebastian Luque 11 rebotes           | Rebs                                 | Alexaner Efrain Guerra 16 rebotes    | gimnasio de Universitario, Salto |  |
| Robert Eduardo Bruce 2 asistencias   | Asists                               | Alexaner Efrain Guerra 3 asistencias | gimnasio de Universitario, Salto |  |

## Partido del 7 lugar
| 10 de agosto, 15:00                   | Paraguay                              | 61 - 93                               | Perú                             |  |
| Reporte                               |                                       |                                       |                                  |  |
| Parciales: 13-21, 16-27, 20-33, 12-15 | Parciales: 13-21, 16-27, 20-33, 12-15 | Parciales: 13-21, 16-27, 20-33, 12-15 | gimnasio de Universitario, Salto |  |
| Elias Israel Leguizamon 14 puntos     | Pts                                   | Hernan Andres Goicochea 25 puntos     | gimnasio de Universitario, Salto |  |
| Joaquin Abelardo Brugada 13 rebotes   | Rebs                                  | Sebastian Luque 18 rebotes            | gimnasio de Universitario, Salto |  |
| Jorge Dario Martínez 6 asistencias    | Asists                                | Rodrigo James Cruz 4 asistencias      | gimnasio de Universitario, Salto |  |

## Partido del 5 lugar
| 10 de agosto, 17:00                    | Venezuela                            | 84 - 61                                       | Ecuador                          |  |
| Reporte                                |                                      |                                               |                                  |  |
| Parciales: 19-6, 24-12, 18-23, 23-20   | Parciales: 19-6, 24-12, 18-23, 23-20 | Parciales: 19-6, 24-12, 18-23, 23-20          | gimnasio de Universitario, Salto |  |
| Jose Sojo 19 puntos                    | Pts                                  | Luis Alberto Bahamonde Mendieta 18 puntos     | gimnasio de Universitario, Salto |  |
| Jose Santiago Materan Suárez 8 rebotes | Rebs                                 | Joe Quinonez 11 rebotes                       | gimnasio de Universitario, Salto |  |
| Aarom Espinoza 3 asistencias           | Asists                               | Luis Alberto Bahamonde Mendieta 3 asistencias | gimnasio de Universitario, Salto |  |

## Fase final

### Semifinales
| 9 de agosto, 19:00                    | Argentina                             | 89 - 70                                      | Colombia                         |  |
|                                       |                                       |                                              |                                  |  |
| Parciales: 23-17, 21-18, 24-23, 21-12 | Parciales: 23-17, 21-18, 24-23, 21-12 | Parciales: 23-17, 21-18, 24-23, 21-12        | gimnasio de Universitario, Salto |  |
| Juan P. Arengo 18 puntos              | Pts                                   | Hansel Giovanny Atencia Suárez 22 puntos     | gimnasio de Universitario, Salto |  |
| Juan Pablo Lugrin 8 rebotes           | Rebs                                  | Yesid Antonio Mosquera Perea 11 rebotes      | gimnasio de Universitario, Salto |  |
| Jose Ignacio Vildoza 9 asistencias    | Asists                                | Hansel Giovanny Atencia Suárez 7 asistencias | gimnasio de Universitario, Salto |  |

| 9 de agosto, 21:00                        | Brasil                               | 71 - 84                                   | Uruguay                          |  |
| Reporte                                   |                                      |                                           |                                  |  |
| Parciales: 19-19, 12-9, 21-31, 19-25      | Parciales: 19-19, 12-9, 21-31, 19-25 | Parciales: 19-19, 12-9, 21-31, 19-25      | gimnasio de Universitario, Salto |  |
| Silva Wesley 18 puntos                    | Pts                                  | Octavio Medina Reyes 26 puntos            | gimnasio de Universitario, Salto |  |
| Tulio Henrique Da Silva 8 rebotes         | Rebs                                 | Octavio Medina Reyes 11 rebotes           | gimnasio de Universitario, Salto |  |
| George Lucas Alves De Paula 5 asistencias | Asists                               | Juan Andres Galletto Lamela 5 asistencias | gimnasio de Universitario, Salto |  |

### Partido del 3 lugar
| 10 de agosto, 19:00                          | Colombia                              | 56 - 94                                     | Brasil                           |  |
| Reporte                                      |                                       |                                             |                                  |  |
| Parciales: 14-20, 11-24, 17-26, 14-24        | Parciales: 14-20, 11-24, 17-26, 14-24 | Parciales: 14-20, 11-24, 17-26, 14-24       | gimnasio de Universitario, Salto |  |
| Yildon Alexander Mendoza Jaimes 21 puntos    | Pts                                   | Junio Duval Dos Santos 18 puntos            | gimnasio de Universitario, Salto |  |
| Yildon Alexander Mendoza Jaimes 12 rebotes   | Rebs                                  | Lucas Teodoro De Souza Colimerio 12 rebotes | gimnasio de Universitario, Salto |  |
| Hansel Giovanny Atencia Suárez 3 asistencias | Asists                                | George Lucas Alves De Paula 8 asistencias   | gimnasio de Universitario, Salto |  |

### Final
| 10 de agosto, 21:00                   | Argentina                             | 92 - 53                                     | Uruguay                          |  |
| Reporte                               |                                       |                                             |                                  |  |
| Parciales: 22-11, 15-19, 21-12, 34-11 | Parciales: 22-11, 15-19, 21-12, 34-11 | Parciales: 22-11, 15-19, 21-12, 34-11       | gimnasio de Universitario, Salto |  |
| Jose Ignacio Vildoza 23 puntos        | Pts                                   | Facundo Nahuel Grolla De Leon 18 puntos     | gimnasio de Universitario, Salto |  |
| Juan Pablo Lugrin 12 rebotes          | Rebs                                  | Facundo Nahuel Grolla De Leon 10 rebotes    | gimnasio de Universitario, Salto |  |
| Jose Ignacio Vildoza 7 asistencias    | Asists                                | Facundo Nahuel Grolla De Leon 3 asistencias | gimnasio de Universitario, Salto |  |

| Argentina         |
| Campeón Argentina |
| Séptimo Título    |

## Clasificación
| Posición | Equipo    |
| -------- | --------- |
| 1        | Argentina |
| 2        | Uruguay   |
| 3        | Brasil    |
| 4        | Colombia  |
| 5        | Venezuela |
| 6        | Ecuador   |
| 7        | Perú      |
| 8        | Paraguay  |
| 9        | Bolivia   |

## Clasificados al FIBA Americas Sub-18 2014
| Bandera de Argentina | Bandera de Uruguay | Bandera de Brasil |
| Argentina            | Uruguay            | Brasil            |
| -------------------- | ------------------ | ----------------- |